# Nemanja Arnautović
Nemanja Arnautović (in serbo Немања Арнаутовић?; Užice, 14 marzo 1990) è un ex cestista serbo.

## Carriera
Con la Serbia ha disputato i Giochi del Mediterraneo di Mersin 2013.